# 小行星13033
小行星13033（13033 Gardon）是一颗绕太阳运转的小行星，为主小行星带小行星。该小行星于1989年10月发现。

## 轨道参数
小行星13033的轨道半长轴为400 221 469 km（2.6752772 UA），离心率为0.039。